# フェラーラ県

フェラーラ県
Provincia di Ferrara

フェラーラ県（フェラーラけん、イタリア語: Provincia di Ferrara）は、イタリア共和国エミリア＝ロマーニャ州に属する県。県都はフェラーラ（フェッラーラ）。「フェッラーラ県」とも表記される。

## 地理

### 位置・広がり
フェラーラ県はエミリア＝ロマーニャ州北東部に位置する。東西に細長い県で、東はアドリア海に面し、北はポー川を挟んでヴェネト州と接する。伝統的な地域分けではエミリア地方 (it:Emilia) 東部で、その沿海部にあたる。
県都フェラーラは県域の中央やや西寄りに位置しており、州都ボローニャから北東へ44km、ヴェネツィアから南西へ87km、フィレンツェから北北東へ122km、首都ローマから北北西へ337kmの距離にある。
隣接する県は以下の通り。
- ロヴィーゴ県（ヴェネト州） - 北
- ラヴェンナ県 - 南
- ボローニャ県 - 南西
- モデナ県 - 西
- マントヴァ県（ロンバルディア州） - 北西

### 地勢
フェラーラ県は、ポー川下流の右岸（南岸）に広がっており、ポー川デルタ地帯 (it:Delta del Po) の主要部を占める。地勢は平坦であり、最高地点は海抜22mである（ポッジョ・レナーティコの町域）。県東部のアドリア海沿岸部には、コマッキオ潟  (it:Valli di Comacchio)  などの潟湖がいくつもある。
北のヴェネト州との境界は、西側3分の2がポー川本流、残り3分の1が「ポー川5大支流」の1つ、ポー・ディ・ゴーロ川  (it:Po di Goro) である。県域の中央部を、ポー川5大支流の1つ、ポー・ディ・ヴォラーノ川  (it:Po di Volano)  が県域の中央を西から東に流れる。
南西のボローニャ県、南のラヴェンナ県との境界はレーノ川  (it:Reno (Italia))  が流れる。
- ポー川デルタ地帯
- コマッキオ潟

### 県内の地域と主要な都市
2001年の国勢調査に基づく居住地区（Località abitata）別人口統計によれば、人口5000人以上の都市・集落は以下の通り。
- フェラーラ - 94,307人
- チェント - 14,720人
- コッパーロ - 9,038人
- コマッキオ - 8,299人
- ボンデーノ - 7,618人
- ポルトマッジョーレ - 6,929人
- コディゴーロ - 6,815人
- アルジェンタ - 6,792人

最多の人口を持つのは県都フェラーラである。県西部のチェントがこれに次ぐ。フェラーラの市街は、ポー川デルタ地帯とともに「フェラーラ：ルネサンス期の市街とポー川デルタ地帯」として、ユネスコの世界遺産に登録されている。
県東部のアドリア海沿岸部にはコマッキオなどの町がある。
- フェラーラ
- コッパーロ
- コマッキオ

## 行政区画

### コムーネ
フェラーラ県には21のコムーネが属する。主要なコムーネ（人口1万人以上）は下表の通り。左端の数字はISTATコードを示す。人口は2019年1月1日現在。それ以外のコムーネ、および面積等の詳細なデータは「全コムーネ一覧」参照のこと。
右の地図中の番号は、コムーネのISTATコード下3桁を示す。
| コード | 自治体名           | 人口    |
| ------ | ------------------ | ------- |
| 038008 | フェラーラ         | 129,724 |
| 038004 | チェント           | 35,291  |
| 038006 | コマッキオ         | 22,047  |
| 038001 | アルジェンタ       | 20,958  |
| 038007 | コッパーロ         | 15,694  |
| 038003 | ボンデーノ         | 13,821  |
| 038019 | ポルトマッジョーレ | 11,806  |
| 038005 | コディゴーロ       | 11,073  |

21世紀に入って以降、以下のコムーネ統廃合 (it:Fusione di comuni italiani) が行われている。
2014年発足
- フィスカッリア（マッサ・フィスカッリア、ミリアリーノ、ミリアーロが合併）

2017年発足
- テッレ・デル・レーノ（ミラベッロ、サンタゴスティーノが合併）

2019年発足
- リーヴァ・デル・ポー（ベッラ、ロ が合併）
- トレジニャーナ（トレジガッロ、フォルミニャーナが合併）

## 文化・観光

### 世界遺産
- フェラーラ：ルネサンス期の市街とポー川デルタ地帯

## 交通

### 道路
おおむね北および西を優先し、通過点もしくはその近傍の地名を示す。〔　〕内は県外。
欧州自動車道路
- E55号線 : SS309 
〔… - ヴェネツィア〕 - コマッキオ - 〔ラヴェンナ - …〕

高速道路
- アウトストラーダ A13
〔パドヴァ - ロヴィーゴ〕 - フェラーラ -〔ボローニャ〕
- ラッコルド・アウトストラダーレ RA8
フェラーラ南 - ミリアリーノ - ポルト・ガリバルディ (it:Porto Garibaldi) （コマッキオ）

おもな国道
- SS16  (it:Strada statale 16 Adriatica) 
〔パドヴァ - ロヴィーゴ〕 - フェラーラ - アルジェンタ - 〔ラヴェンナ - …〕
- SS64  (it:Strada statale 64 Porrettana) 
フェラーラ - 〔ボローニャ - ピストイア〕
- SS309  (it:Strada statale 309 Romea) 
〔ヴェネツィア〕 - コマッキオ - 〔ラヴェンナ〕

### 鉄道

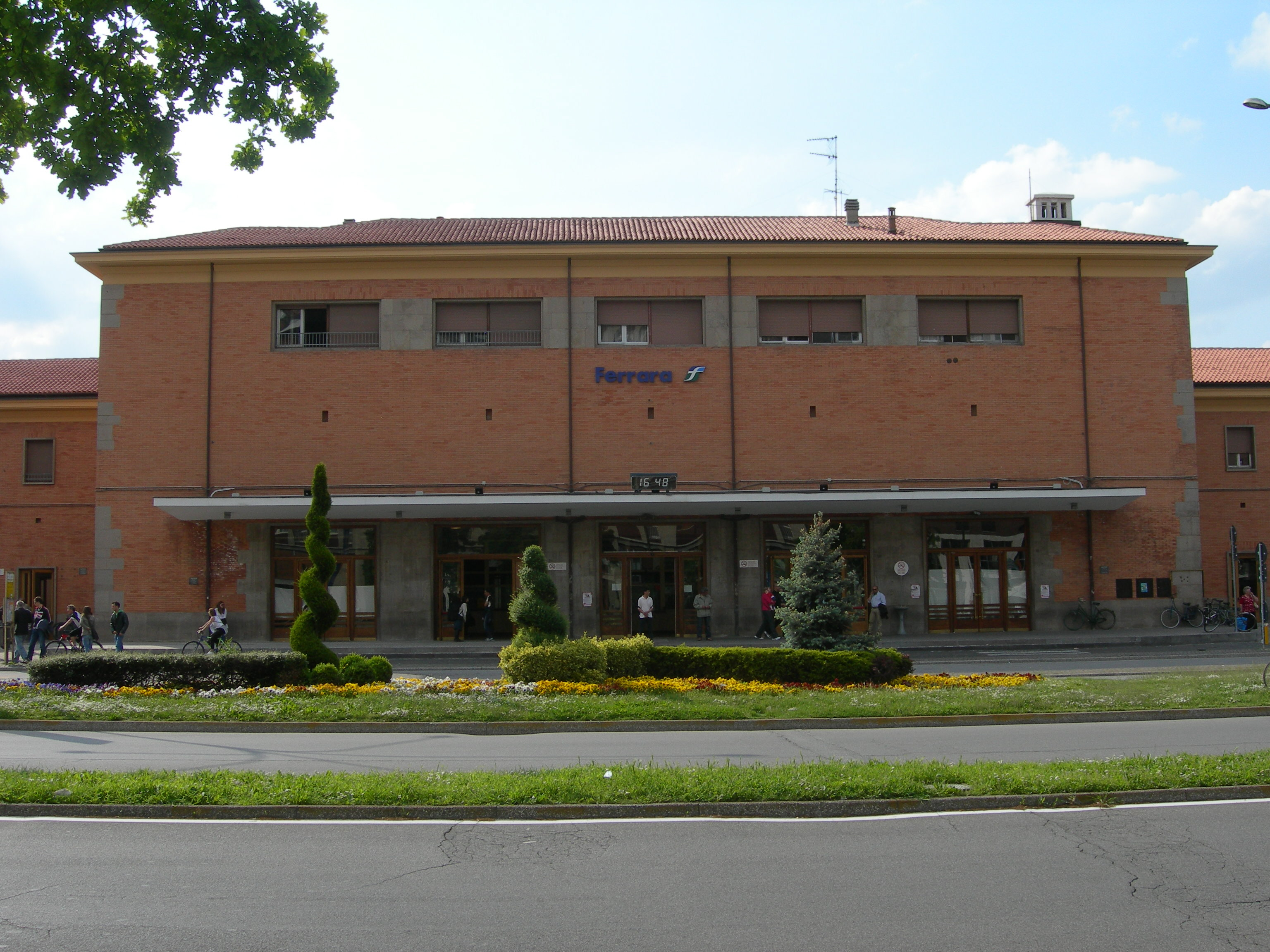
フェラーラ駅

- パドヴァ＝ボローニャ線  (it:Ferrovia Padova-Bologna)
- フェラーラ＝リミニ線  (it:Ferrovia Ferrara-Rimini)
- スザッラ＝フェラーラ線  (it:Ferrovia Suzzara-Ferrara)
- フェラーラ＝コディゴーロ線  (it:Ferrovia Ferrara-Codigoro)
- ボローニャ＝ポルトマッジョーレ線  (it:Ferrovia Bologna-Portomaggiore)

### 港湾
- ポルト・ガリバルディ (it:Porto Garibaldi)

### 空港
- フェラーラ＝サンルカ空港  (it:Aeroporto di Ferrara-San Luca)

## 人物
君主については「フェラーラとモデナの君主一覧」も参照のこと。

### 著名な出身者
- ジローラモ・サヴォナローラ - 15世紀の宗教家。フェラーラ生まれ。
- ジローラモ・フレスコバルディ - 17世紀、初期バロック音楽の作曲家。フェラーラ生まれ。
- グエルチーノ - 16世紀の画家。チェント生まれ。
- ジョヴァンニ・バッティスタ・リッチョーリ - 17世紀の天文学者。フェラーラ生まれ。
- イタロ・バルボ - 20世紀の軍人・政治家。「ファシスト四天王」の一人。フェラーラ生まれ。
- フェルッチオ・ランボルギーニ - 20世紀の実業家、ランボルギーニ創業者。チェント生まれ。